# Оскар Калліс
Оскар Калліс (ест. Oskar Kallis; *23 листопада 1892, Таллінн — †1 січня 1918, Ялта) — естонський художник, один з головних представників естонського національного романтизму.

## Роботи
- «Lennuk» (1914)
- «Sulevipoja kalm» (1914)
- «Kalevipoeg kasvatab tamme» (1914/1915)
- «Kalevipoeg kellukest helistamas» (1914/1915),
- «Kalevipoeg allmaailmas» (1915)
- «Manala uks» (1915)

## Галерея

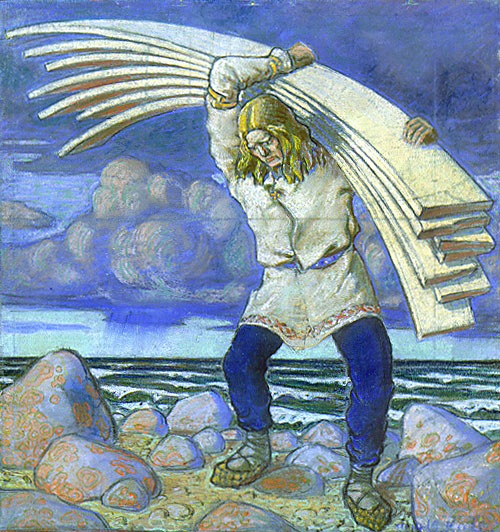
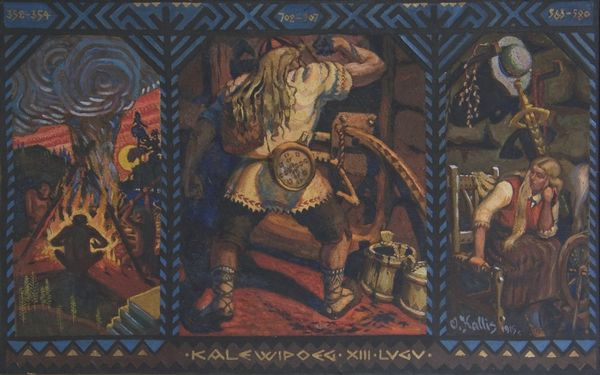
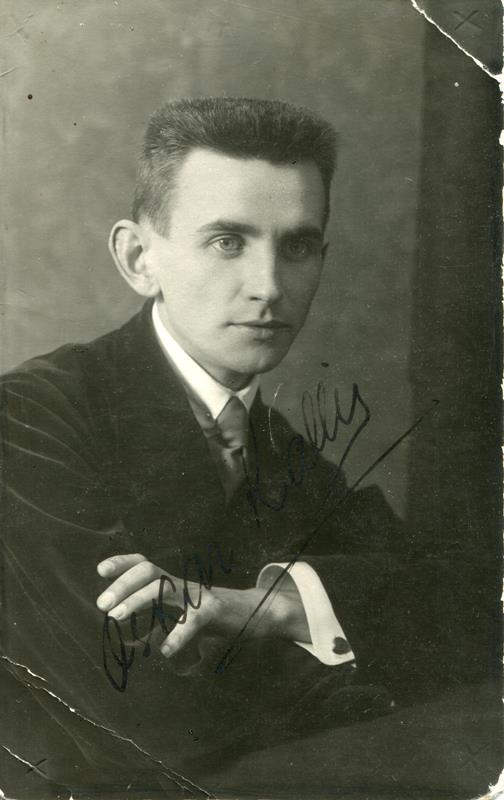